# 2021年世界乒乓球锦标赛
2021年世界乒乓球锦标赛（2021 World Table Tennis Championships）于2021年11月23日至29日在美国休士頓举行。这是该项赛事首次在美国举行。為紀念1971年乒乓外交的50週年，中美组队出战混合双打。1971年乒乓外交是中华人民共和国主动把体育政治化，借助乒乓球为紧绷的两国外交关系破冰；2021年的“乒乓外交2.0”则是为了“展示体育外交和两国人民交往的魅力”。

## 參賽資格
由于2019冠状病毒病疫情，不設資格賽，參賽資格由世界排名定奪。中国、日本、中華台北、德国、韩国和中國香港有资格在单打项目中派出五名参赛选手，在双打项目中派出四名选手。

## 賽制
本賽共有5個项目（男單、男雙、女單、女雙、混雙），均以单败淘汰制进行。第一轮单打项目有128个名额，双打项目有64个名额。单打比赛采用七局四胜制，双打比赛采用五局三胜制。

## 赛程表
该届世界锦标赛共进行七天，抽签于2021年11月21日进行。
|  | 正赛轮 |
|  | 决赛   |

| 日期     | 11月23日 | 11月24日 | 11月25日 | 11月26日 | 11月27日 | 11月28日 | 11月29日 |
| -------- | -------- | -------- | -------- | -------- | -------- | -------- | -------- |
| 男子单打 | R1       | R2       | R3       | R4       | QF       | SF       | F        |
| 女子单打 | R1       | R2       | R3       | R4       | QF       | SF       | F        |
| 男子双打 |          | R1       | R2       | R3       | QF       | SF       | F        |
| 女子双打 |          | R1       | R2       | R3       | QF       | SF       | F        |
| 混合双打 | R1       |          | R2       | R3       | QF       | SF、F    |          |

## 獎牌榜
*   主办国家/地区（美国）
| 排名                     | 国家 / 地区              | 金牌 | 銀牌 | 銅牌 | 总计 |
| ------------------------ | ------------------------ | ---- | ---- | ---- | ---- |
| 1                        | 中國（CHN）              | 4    | 1    | 5.5  | 10.5 |
| 2                        | 瑞典（SWE）              | 1    | 1    | 0    | 2    |
| 3                        | 日本（JPN）              | 0    | 2    | 1    | 3    |
| 4                        | （KOR）                  | 0    | 1    | 0    | 1    |
| 5                        | 德国（GER）              | 0    | 0    | 1    | 1    |
| 5                        | 盧森堡（LUX）            | 0    | 0    | 1    | 1    |
| 5                        | 中華臺北（TPE）          | 0    | 0    | 1    | 1    |
| 8                        | 美国（USA）*             | 0    | 0    | 0.5  | 0.5  |
| 总计（共8个国家 / 地区） | 总计（共8个国家 / 地区） | 5    | 5    | 10   | 20   |

## 獎牌得主
| 項目     | 金牌                              | 银牌              | 铜牌               |
| 男子單打 | 樊振东                            | 特魯爾斯·莫雷加德 | 梁靖崑             |
| 男子單打 | 樊振东                            | 特魯爾斯·莫雷加德 | 蒂莫·波尔          |
| 女子單打 | 王曼昱                            | 孫穎莎            | 陈梦               |
| 女子單打 | 王曼昱                            | 孫穎莎            | 王艺迪             |
| 男子雙打 | 马蒂亚斯·法尔克 克里斯蒂安·卡尔松 | 張禹珍 林钟勋     | 梁靖崑 林高遠      |
| 男子雙打 | 马蒂亚斯·法尔克 克里斯蒂安·卡尔松 | 張禹珍 林钟勋     | 宇田幸矢 户上隼辅  |
| 女子雙打 | 王曼昱 孫穎莎                     | 伊藤美诚 早田希娜 | 陈梦 钱天一        |
| 女子雙打 | 王曼昱 孫穎莎                     | 伊藤美诚 早田希娜 | 倪夏莲 莎拉·德努特 |
| 混合雙打 | 王楚钦 孫穎莎                     | 张本智和 早田希娜 | 林昀儒 鄭怡靜      |
| 混合雙打 | 王楚钦 孫穎莎                     | 张本智和 早田希娜 | 林高遠 张安        |

## 种族歧视事件
2021年11月26日晚，中国选手梁靖崑在八分之一决赛对阵英格兰选手利亞姆·皮奇福德。皮奇福德在决胜局将比分追至4:8后，向裁判员请求暂停。比赛双方回到各自教练身边，皮奇福德从场边的教练手里接过了一根香蕉。此时看台上一名男性观众突然打着节拍，高喊口号：“Yellow banana, yellow!”周围很多观众跟着起哄，口号声很快消失。“Yellow banana”字面意思为“黄香蕉”，可以指皮奇福德正在吃的香蕉，也可以是英语俚语中对黄种人的种族歧视性称呼。梁靖崑没有对这种行为做出任何回应。27日晚，梁靖崑在四分之一决赛对阵巴西选手雨果·卡爾德拉諾的比赛中再次出现类似情况。事后，中国乒乓球协会向有关方面提出投诉，國際乒乓球聯合會在赛场醒目位置设置反种族歧视标语，并在微博发表中文声明谴责。

## 外部鏈接
- 2021 ITTF World Table Tennis Championships Finals （页面存档备份，存于）. International Table Tennis Federation.
- 2021 World Table Tennis Championships Finals （页面存档备份，存于）. World Table Tennis.